# Henriette Hansen
Henriette Hansen (født 20. juli 1998 i Esbjerg, Danmark) er en kvindelig dansk håndboldspiller, der spiller for Viborg HK.
Hun har tidligere spillet for Ringkøbing Håndbold, der var hendes første seniorklub. Hun skiftede i sommeren 2019 til DM-sølvvinderne og hendes tidligere klub fra Herning-Ikast Håndbold. Hansen spillede dog kun i klubben til november 2019, hvorefter hun skiftede til 1. divisionsklubben Vendsyssel Håndbold. Hun skiftede i sommeren 2021, til Skanderborg Håndbold. I 2022 tog hun en pause fra håndbolden for at studere i København. Et år efter vendte hun tilbage til Skanderborg Håndbold. I 2024 skrev hun kontrakt med Viborg HK på en toårig aftale.